# Rilly-la-Montagne
Pour les articles homonymes, voir Rilly.
Rilly-la-Montagne est une commune française située dans le département de la Marne, en région Grand Est.
Ses habitants sont appelés, les Rillois et les Rilloises.

## Géographie

### Situation
Commune faisant partie de la montagne de Reims et se situant au sud de la ville de Reims.
|                  | Montbré           | Taissy                  |
| Villers-Allerand | Rilly-la-Montagne | Chigny-les-Roses, Ludes |
|                  | Germaine          | Ville-en-Selve          |

### Voies de communication et transports

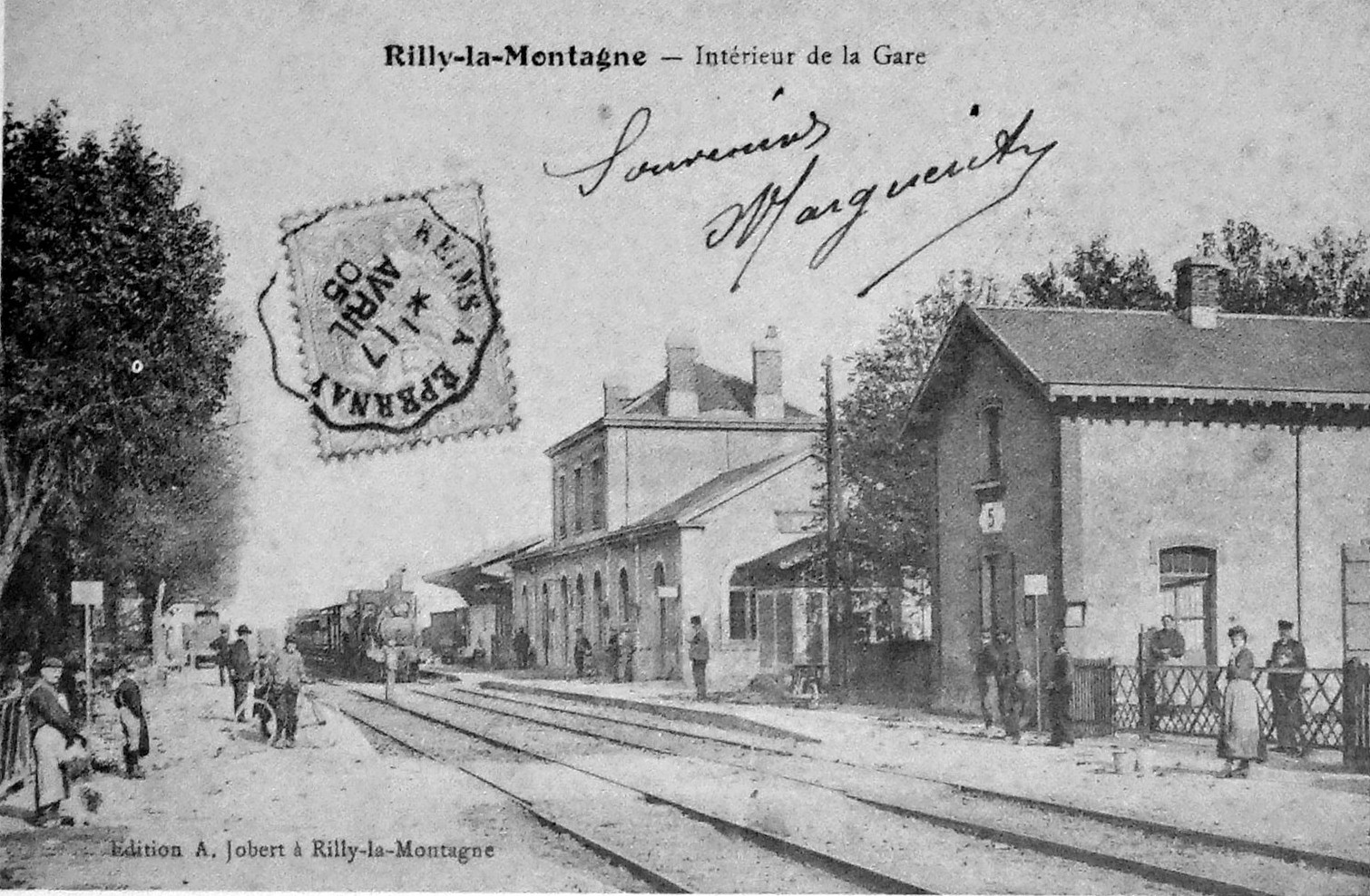
La gare en 1905.

La gare de Rilly-la-Montagne est desservie par la ligne TER Reims-Épernay. La D26 relie Rilly à Villers et Chingy et la D 409 vers Reims.

### Hydrographie

#### Réseau hydrographique
La commune est traversée par la ligne de partage des eaux entre les régions hydrographiques « la Seine de sa source au confluent de l'Oise (exclu) » et « la Seine du confluent de l'Oise (inclus) à l'embouchure » au sein du bassin Seine-Normandie. Elle est drainée par la Germaine, la noue Brachet et le cours d'eau 07 de la commune de Chigny-les-Roses,.
La Germaine, d'une longueur de 10 km, prend sa source dans la commune  et se jette  dans la Livre à Fontaine-sur-Ay, après avoir traversé cinq communes. 

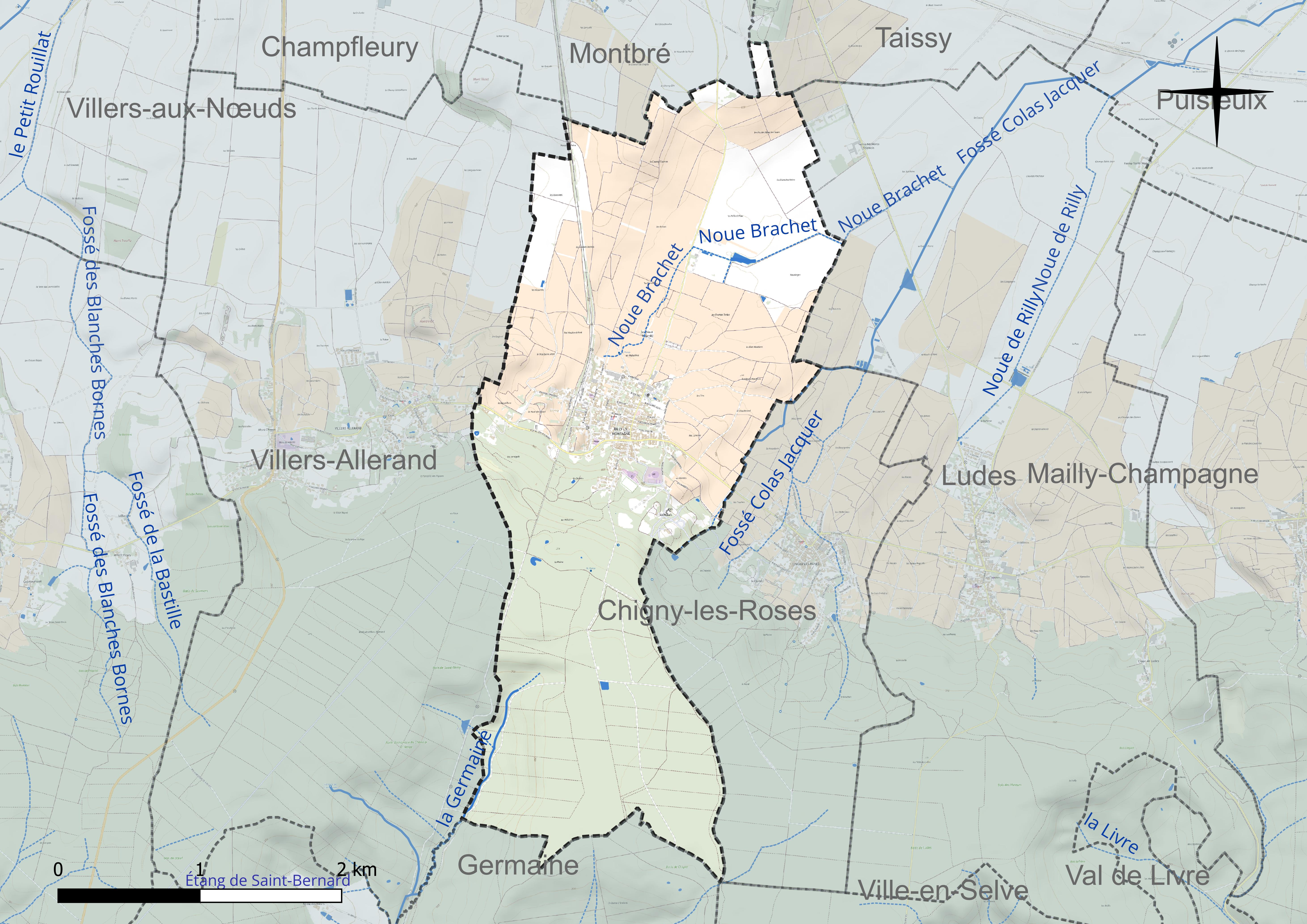
Réseau hydrographique de Rilly-la-Montagne.

#### Gestion et qualité des eaux
Le territoire communal est couvert par le schéma d'aménagement et de gestion des eaux (SAGE) « Aisne Vesle Suippe ». Ce document de planification, dont le territoire s’étend sur 3 096 km2 répartis sur trois départements (Aisne, Marne et Ardennes) et deux régions (Champagne-Ardenne et Picardie), a été approuvé le 16 décembre 2013. La structure porteuse de l'élaboration et de la mise en œuvre est le Syndicat d’aménagement des bassins Aisne Vesle Suippe (SIABAVES). 
La qualité des cours d’eau peut être consultée sur un site dédié géré par les agences de l’eau et l’Agence française pour la biodiversité. 

### Climat
Pour des articles plus généraux, voir Climat du Grand Est et Climat de la Marne.
En 2010, le climat de la commune est de type climat océanique dégradé des plaines du Centre et du Nord, selon une étude du Centre national de la recherche scientifique s'appuyant sur une série de données couvrant la période 1971-2000. En 2020, Météo-France publie une typologie des climats de la France métropolitaine dans laquelle la commune est exposée à un climat océanique altéré et est dans la région climatique  Nord-est du bassin Parisien, caractérisée par un ensoleillement médiocre, une pluviométrie moyenne régulièrement répartie au cours de l’année et un hiver froid (3 °C). 
Pour la période 1971-2000, la température annuelle moyenne est de 10,9 °C, avec une amplitude thermique annuelle de 16,6 °C. Le cumul annuel moyen de précipitations est de 770 mm, avec 11,9 jours de précipitations en janvier et 7,4 jours en juillet. Pour la période 1991-2020, la température moyenne annuelle observée sur la station météorologique de Météo-France la plus proche, « Mailly-civc », sur la commune de Mailly-Champagne à 5 km à vol d'oiseau, est de 11,2 °C et le cumul annuel moyen de précipitations est de 755,5 mm. 
La température maximale relevée sur cette station est de 39,8 °C, atteinte le 25 juillet 2019 ; la température minimale est de −20 °C, atteinte le 16 janvier 1985,,. 
Les paramètres climatiques de la commune ont été estimés pour le milieu du siècle (2041-2070) selon différents scénarios d'émission de gaz à effet de serre à partir des nouvelles projections climatiques de référence DRIAS-2020. Ils sont consultables sur un site dédié publié par Météo-France en novembre 2022.

## Urbanisme

### Typologie
Au 1er janvier 2024, Rilly-la-Montagne est catégorisée bourg rural, selon la nouvelle grille communale de densité à sept niveaux définie par l'Insee en 2022.
Elle est située hors unité urbaine. Par ailleurs la commune fait partie de l'aire d'attraction de Reims, dont elle est une commune de la couronne,. Cette aire, qui regroupe 294 communes, est catégorisée dans les aires de 200 000 à moins de 700 000 habitants,.

### Occupation des sols
L'occupation des sols de la commune, telle qu'elle ressort de la base de données européenne d’occupation biophysique des sols Corine Land Cover (CLC), est marquée par l'importance des territoires agricoles (57,5 % en 2018), une proportion identique à celle de 1990 (57,5 %). La répartition détaillée en 2018 est la suivante : 
cultures permanentes (40,1 %), forêts (34,6 %), terres arables (13,8 %), zones urbanisées (5,4 %), prairies (3,6 %), milieux à végétation arbustive et/ou herbacée (2,5 %). L'évolution de l’occupation des sols de la commune et de ses infrastructures peut être observée sur les différentes représentations cartographiques du territoire : la carte de Cassini (XVIIIe siècle), la carte d'état-major (1820-1866) et les cartes ou photos aériennes de l'IGN pour la période actuelle (1950 à aujourd'hui).

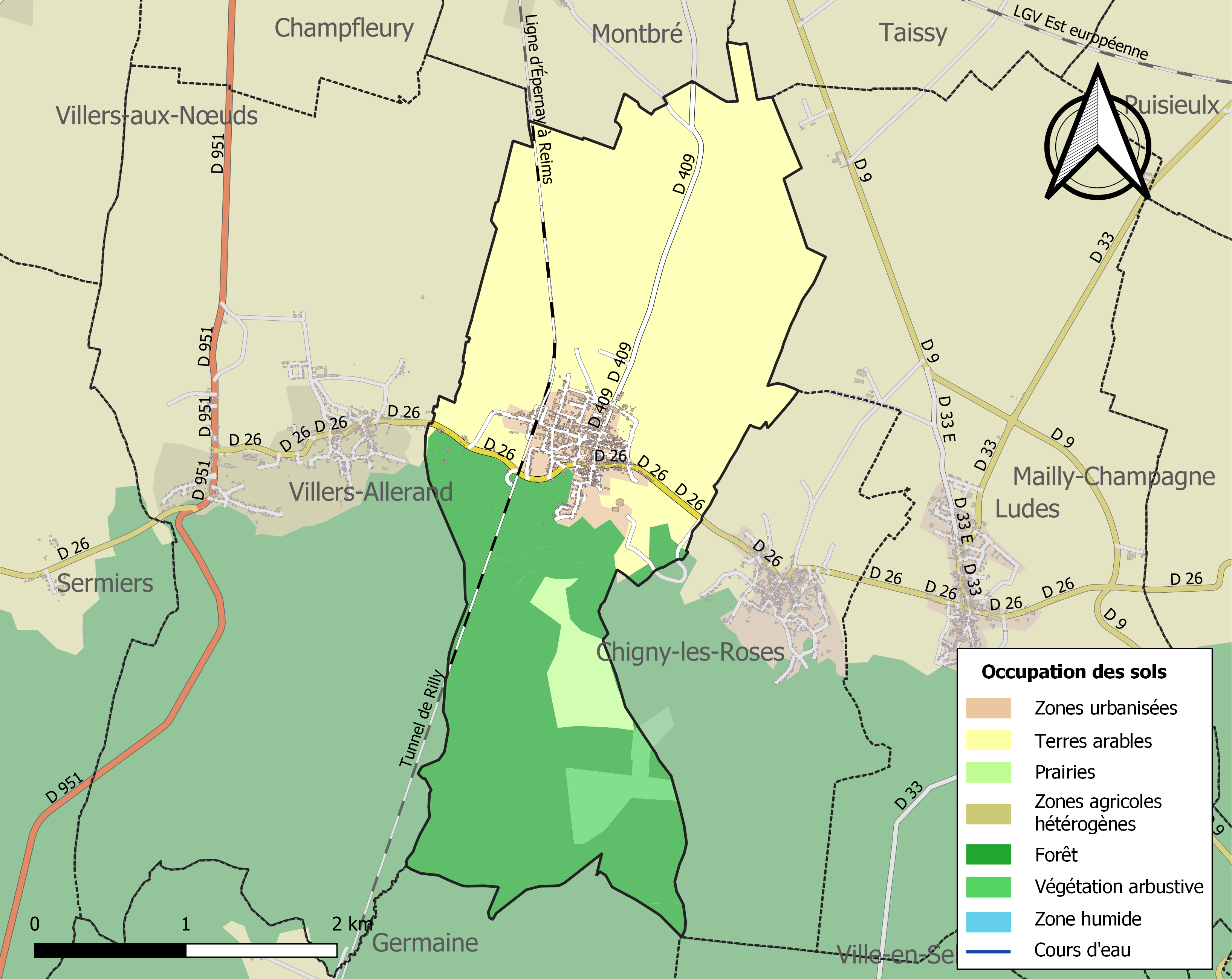
Carte des infrastructures et de l'occupation des sols de la commune en 2018 (CLC).

## Toponymie
Le nom de la localité est attesté sous les formes Risleius (vers 850) ; Risleyum (1118-1125) ; Risleium in montanis (1145) ; Risliacum (1171) ; Risllé (XIIe siècle) ; Rilli (1213) ; Rilleium (1219) ; Rislé (1220) ; Rulli (vers 1222) ; Reliacum (vers 1252) ; Rilliacum, Rili (vers 1263) ; Rily (1295) ; Ruilli (vers 1300) ; Rilly (1303-1312) ; Rigny (1331) ; Rilleyum (1357) ; Reilly (1662) ; Rilly en la Montagne de Reims (1740).

Le déterminant locatif -la-Montagne fait référence à la Montagne de Reims.

## Histoire
Rilly-la-Montagne est un des plus anciens villages de la Montagne de Reims. Rilly s'appelait auparavant Risleius.
Au cours de la Révolution française, la commune, alors nommée simplement Rilly, fut renommée Rilly-la-Montagne, nom conservé jusqu'à ce jour.

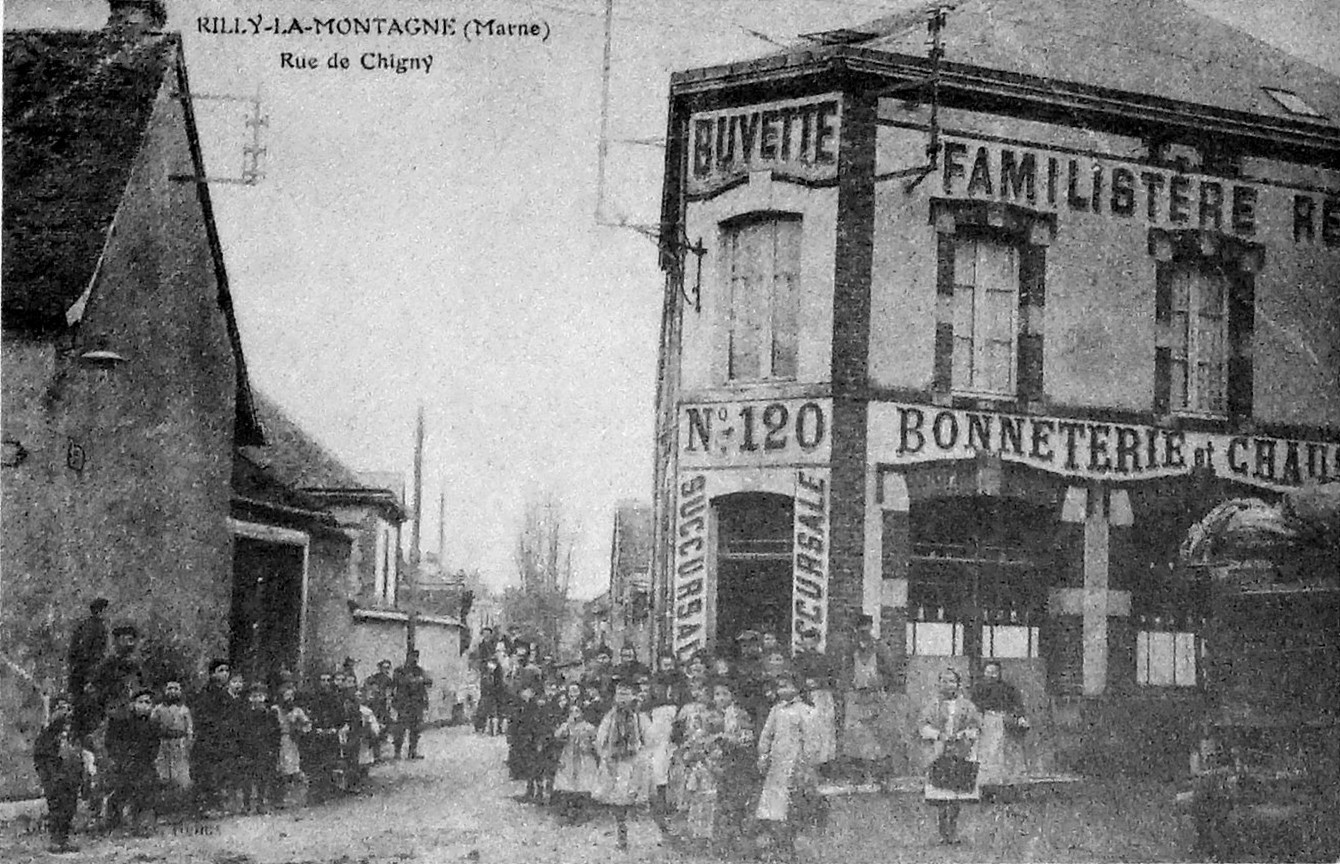
Le familistère,
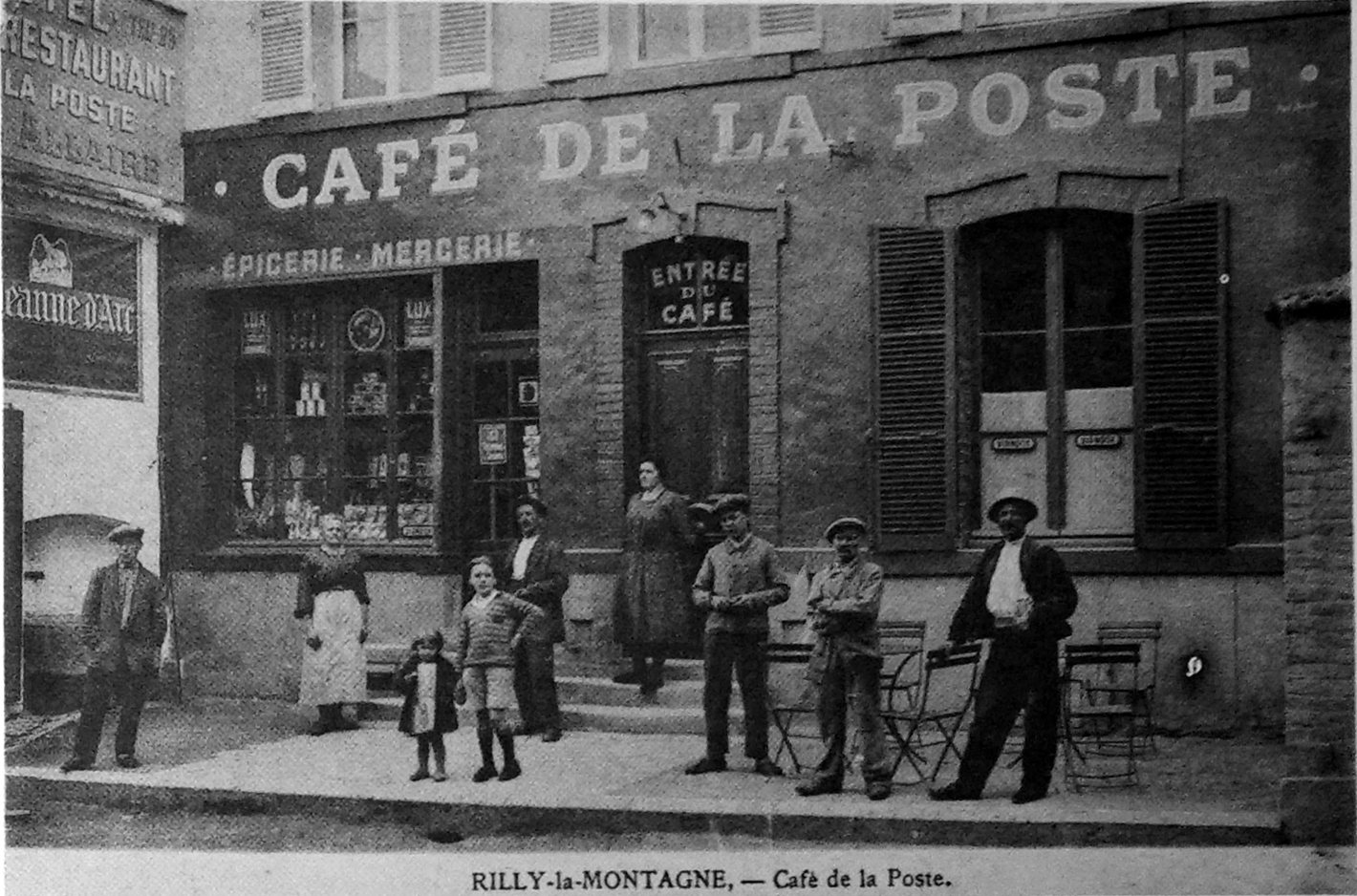
le café de la Poste,
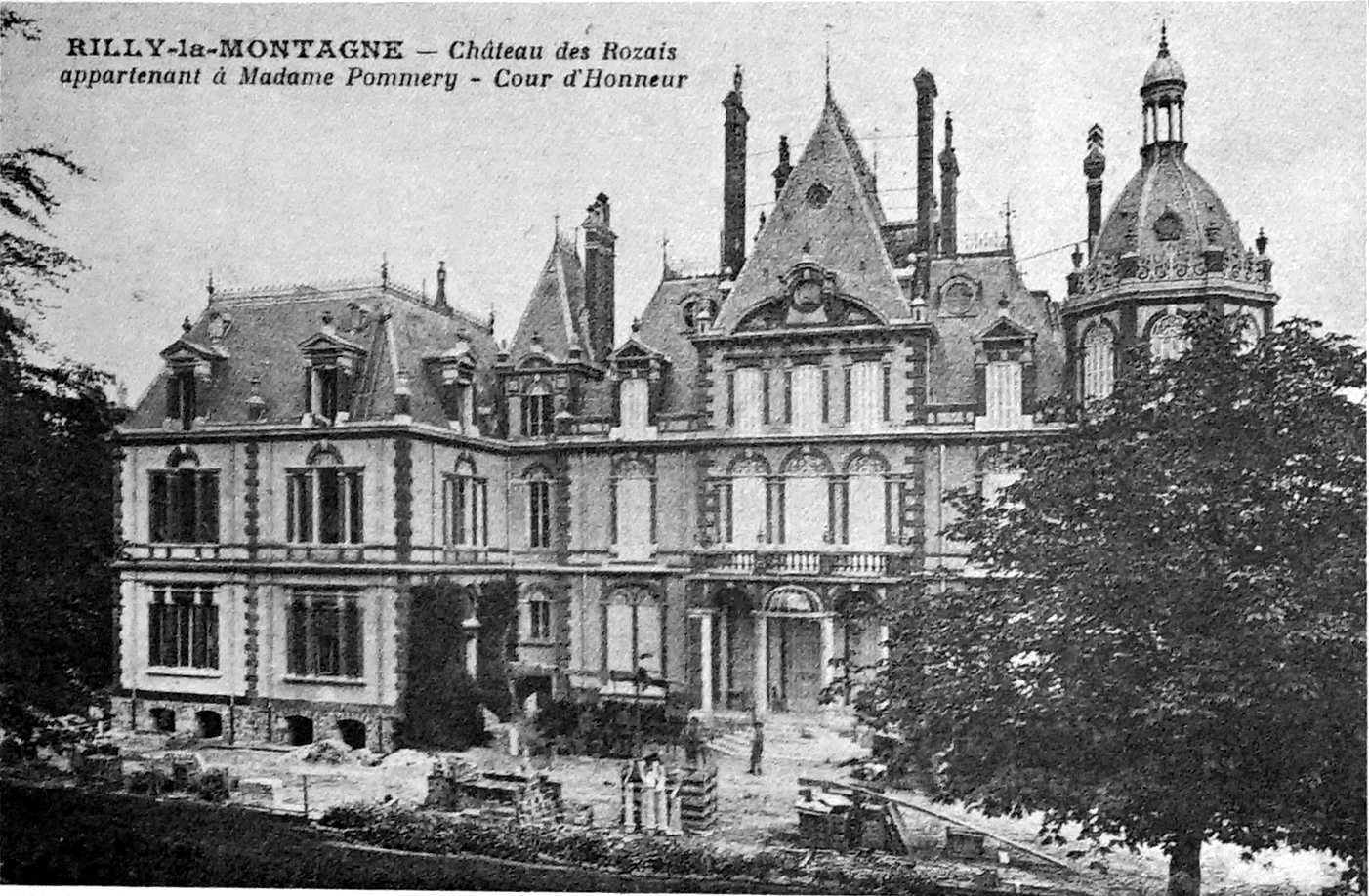
le château des Rozais appartenant à la veuve Pommery début XXe siècle.

Pendant la Seconde Guerre mondiale, les Allemands choisirent Rilly pour installer leurs usines de mise au point de missiles V1 dans le tunnel ferroviaire. Les spécialistes allemands, vêtus de chemise noire, se rendaient en chantant vers le tunnel aménagé en lieu d'assemblage des fusées. La construction d'une piste de lancement au-dessus du tunnel était même prévue.
Le 31 juillet 1944, lors de l'opération Crossbow, le dépôt de V1 de Rilly fut bombardé par 97 Lancaster et 36 Mosquito (dont une partie de l'escadron des Dambusters).
Préalablement au bombardement du 31 juillet 1944, un premier bombardement avait détruit une partie du village le lundi 17 juillet vers 10 heures 15 du matin tuant 3 habitants.
Lors de ce bombardement des bombes de 6 tonnes avaient été utilisées pour la première fois en Europe. Après le départ des Allemands, durant l'été 1945 il était encore possible de traverser à pied le tunnel – long d'environ 4 kilomètres – et d'y voir les vestiges des ateliers allemands.

## Personnalités liées à la commune

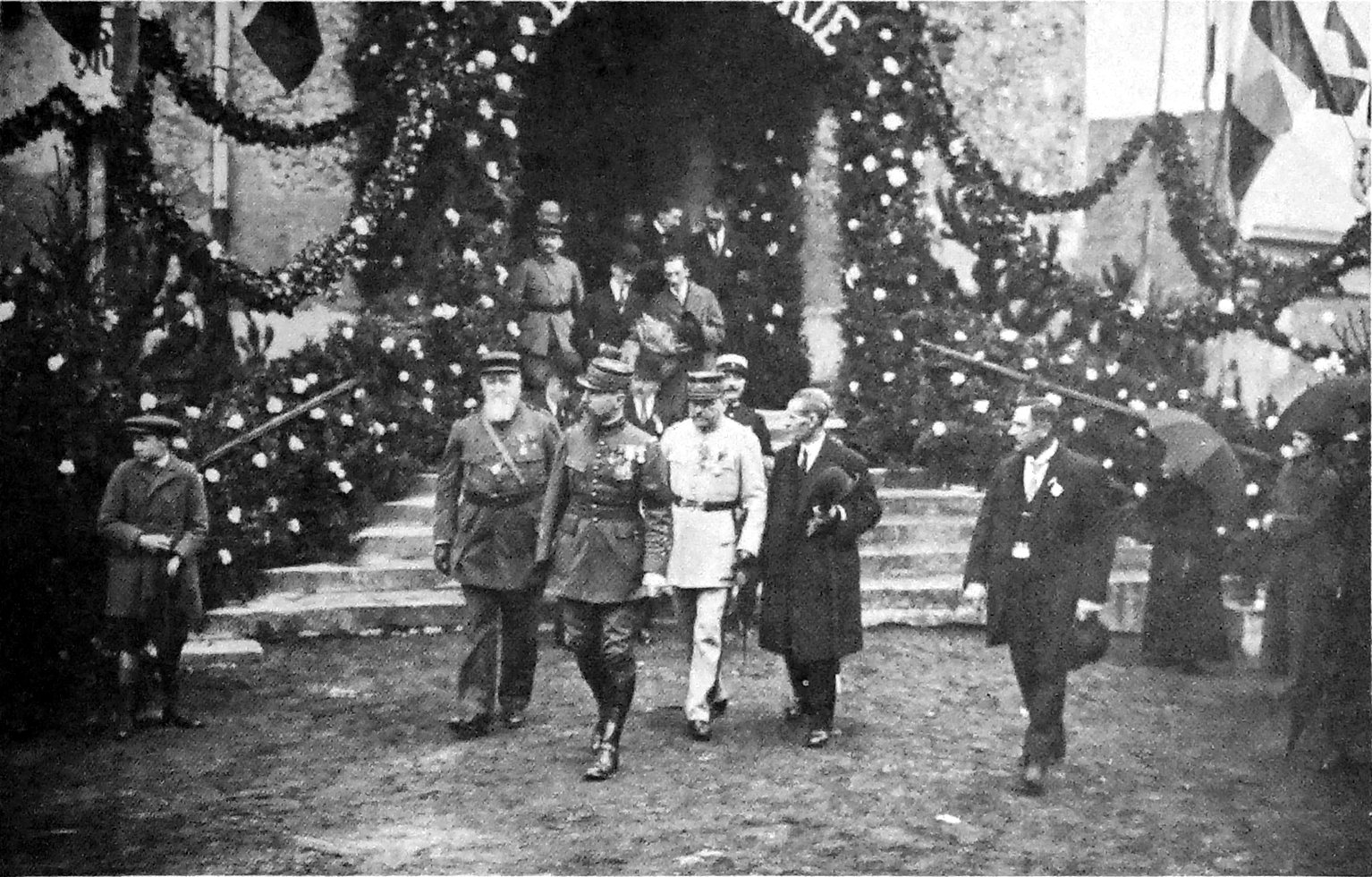
Le 28 octobre 1923, le maire et le général Gouraud à la sortie de l'église lors de l'inauguration du monument aux morts.

## Politique et administration

### Intercommunalité
La commune, antérieurement membre de la communauté de communes des Forêts et Coteaux de la Grande Montagne, est membre, depuis le 1er janvier 2014, de la communauté de communes Vesle et Coteaux de la Montagne de Reims.
En effet, conformément aux prévisions du schéma départemental de coopération intercommunale (SDCI) de la Marne du 15 décembre 2011, cette communauté de communes est née le 1er janvier 2014 de la fusion de trois petites intercommunalités  :
- la Communauté de communes des Forêts et Coteaux de la Grande Montagne (CCFCGM), qui regroupait cinq communes ;
- la Communauté de communes des Rives de Prosne et Vesle (CCRPV), sauf la commune de Prosnes, soit deux communes ;
- la Communauté de communes Vesle-Montagne de Reims (CCVMR), qui regroupait neuf communes ;

auxquelles s'est joint la commune isolée de Villers-Marmery.

### Liste des maires
| Période                                  | Période                       | Identité                | Étiquette | Qualité |
| ---------------------------------------- | ----------------------------- | ----------------------- | --------- | --- |
| Les données manquantes sont à compléter. |                               |                         |           | |
| 22 années                                | 1886                          | M. Ret[réf. nécessaire] |           | Directeur de magasin |
| Les données manquantes sont à compléter. |                               |                         |           | |
| 1995                                     | En cours (au 11 juillet 2020) | Alain Toullec           | DVD       | Conseiller général du canton de Verzy (2008 → 2015) Président de la CC des Forêts et Coteaux de la Grande Montagne (? → 2013) Président de la CC Vesle et Coteaux de la Montagne de Reims (2014 → 2016) Vice-président de la CU Grand Reims (2017 → ) Réélu pour le mandat 2020-2026, |

## Population et société

### Démographie
L'évolution du nombre d'habitants est connue à travers les recensements de la population effectués dans la commune depuis 1793. Pour les communes de moins de 10 000 habitants, une enquête de recensement portant sur toute la population est réalisée tous les cinq ans, les populations de référence des années intermédiaires étant quant à elles estimées par interpolation ou extrapolation. Pour la commune, le premier recensement exhaustif entrant dans le cadre du nouveau dispositif a été réalisé en 2007.

En 2022, la commune comptait 1 009 habitants, en évolution de +0,9 % par rapport à 2016 (Marne : −1,19 %, France hors Mayotte : +2,11 %).
| 1793 | 1800 | 1806 | 1821 | 1831 | 1836 | 1841 | 1846 | 1851  |
| ---- | ---- | ---- | ---- | ---- | ---- | ---- | ---- | ----- |
| 673  | 656  | 725  | 713  | 720  | 709  | 710  | 765  | 1 000 |

| 1856 | 1861 | 1866 | 1872  | 1876  | 1881  | 1886  | 1891  | 1896  |
| ---- | ---- | ---- | ----- | ----- | ----- | ----- | ----- | ----- |
| 762  | 861  | 915  | 1 021 | 1 202 | 1 304 | 1 412 | 1 521 | 1 567 |

| 1901  | 1906  | 1911  | 1921  | 1926  | 1931  | 1936  | 1946  | 1954  |
| ----- | ----- | ----- | ----- | ----- | ----- | ----- | ----- | ----- |
| 1 651 | 1 621 | 1 644 | 1 389 | 1 406 | 1 312 | 1 157 | 1 039 | 1 088 |

| 1962  | 1968  | 1975  | 1982  | 1990  | 1999  | 2006  | 2007  | 2012  |
| ----- | ----- | ----- | ----- | ----- | ----- | ----- | ----- | ----- |
| 1 106 | 1 121 | 1 104 | 1 017 | 1 018 | 1 072 | 1 056 | 1 054 | 1 034 |

| 2017 | 2022  | - | - | - | - | - | - | - |
| ---- | ----- | - | - | - | - | - | - | - |
| 988  | 1 009 | - | - | - | - | - | - | - |

### Économie
Rilly possède quelques commerces : boulangerie, alimentation, , bar tabac restaurant, salon de coiffure, banque, garages, un centre postal. Concernant les services médicaux, un cabinet médical, un dentiste, une pharmacie, un kinésithérapeute, des infirmières et une orthophoniste.
En plus des commerces classiques le village vit au rythme de son activité principale : la viticulture représentée par quelque 70 marques de Champagne.

### Enseignement
Le quotidien à Rilly est celui d'une commune rurale animée. Chaque jour, plus de 500 jeunes se retrouvent dans les établissements scolaires de la commune.
Rilly-la-Montagne possède :
- une école maternelle publique ;
- une école primaire publique ;
- une école maternelle et primaire privée ;
- un collège public, qui accueille les élèves de Rilly-la-Montagne et des villages voisins (Taissy, Ludes, Mailly-Champagne...).

### Sports
Le village possède quelques clubs sportifs dont : le football club, le tennis club, le club de pétanque, le club de karaté ou l'association sportive de Rilly-la-Montagne (club de cyclotourisme affilié à la Fédération française de cyclotourisme).

## Lieux et monuments

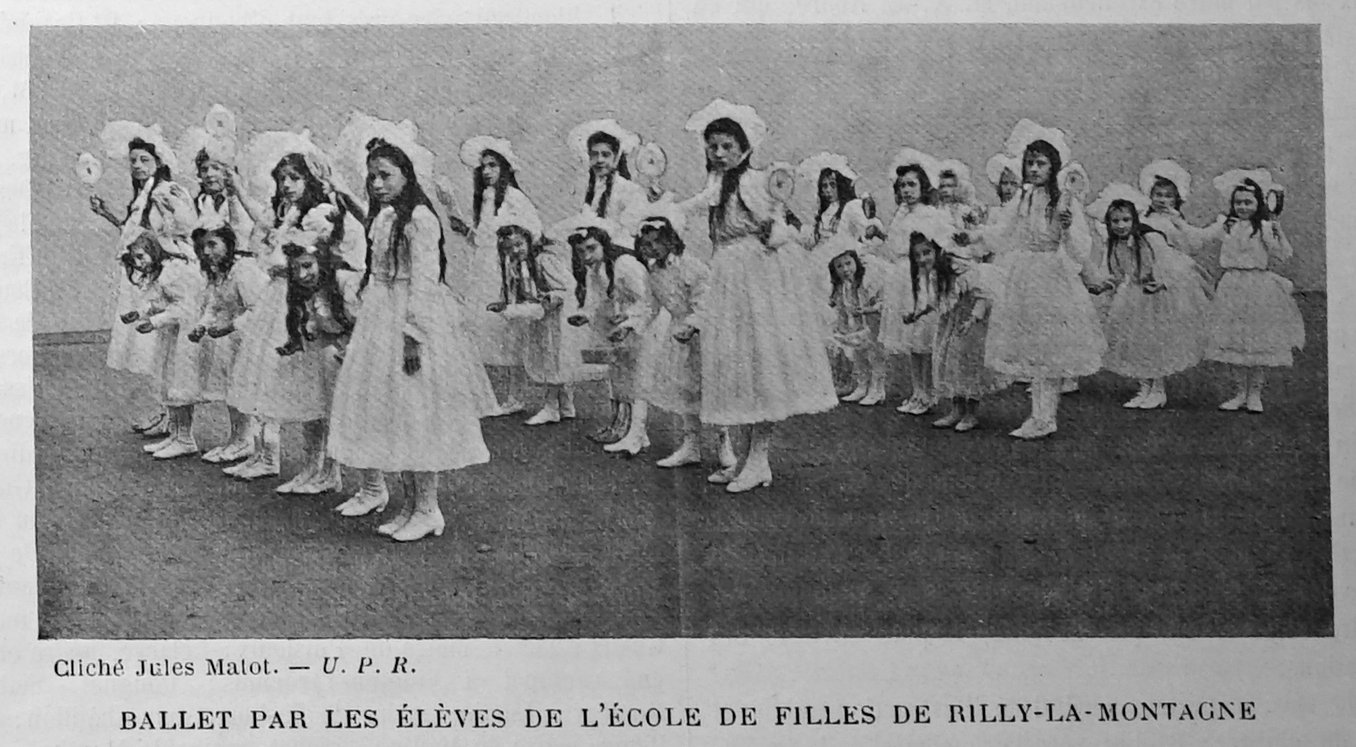
Fête de l'école de filles avant la Grande guerre.
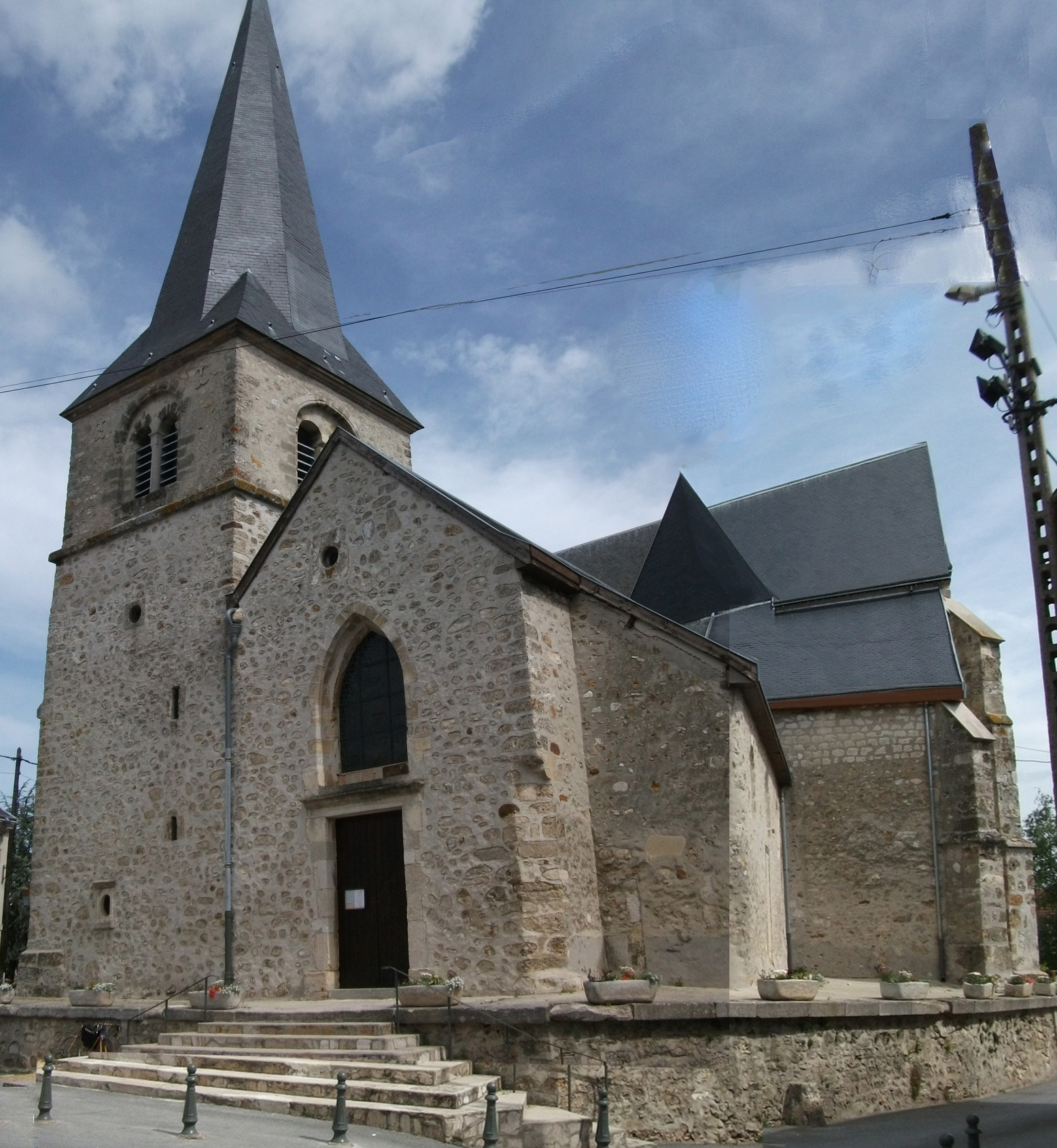
Vue de l'église Saint-Nicolas, sa place
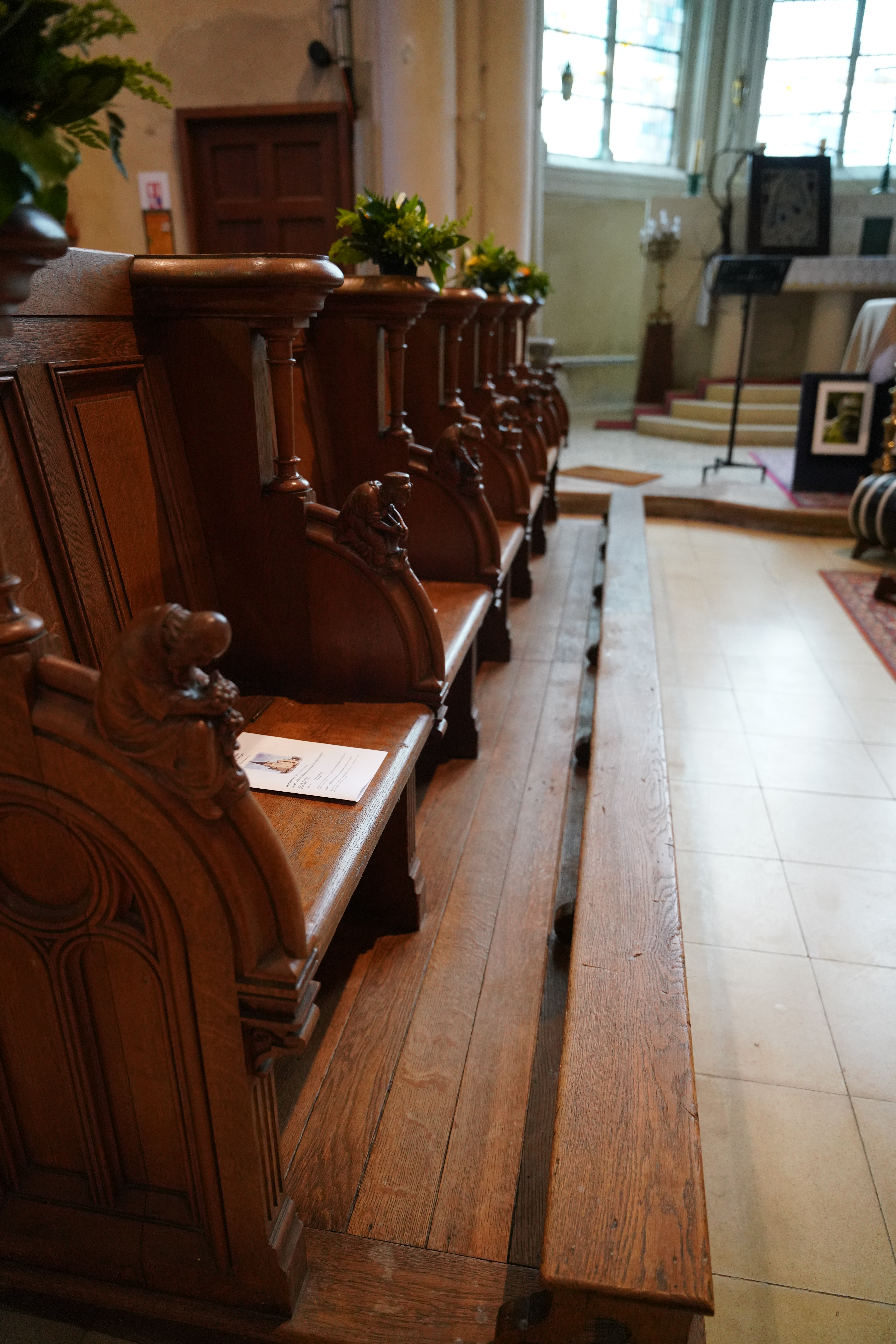
stalles sculptées,
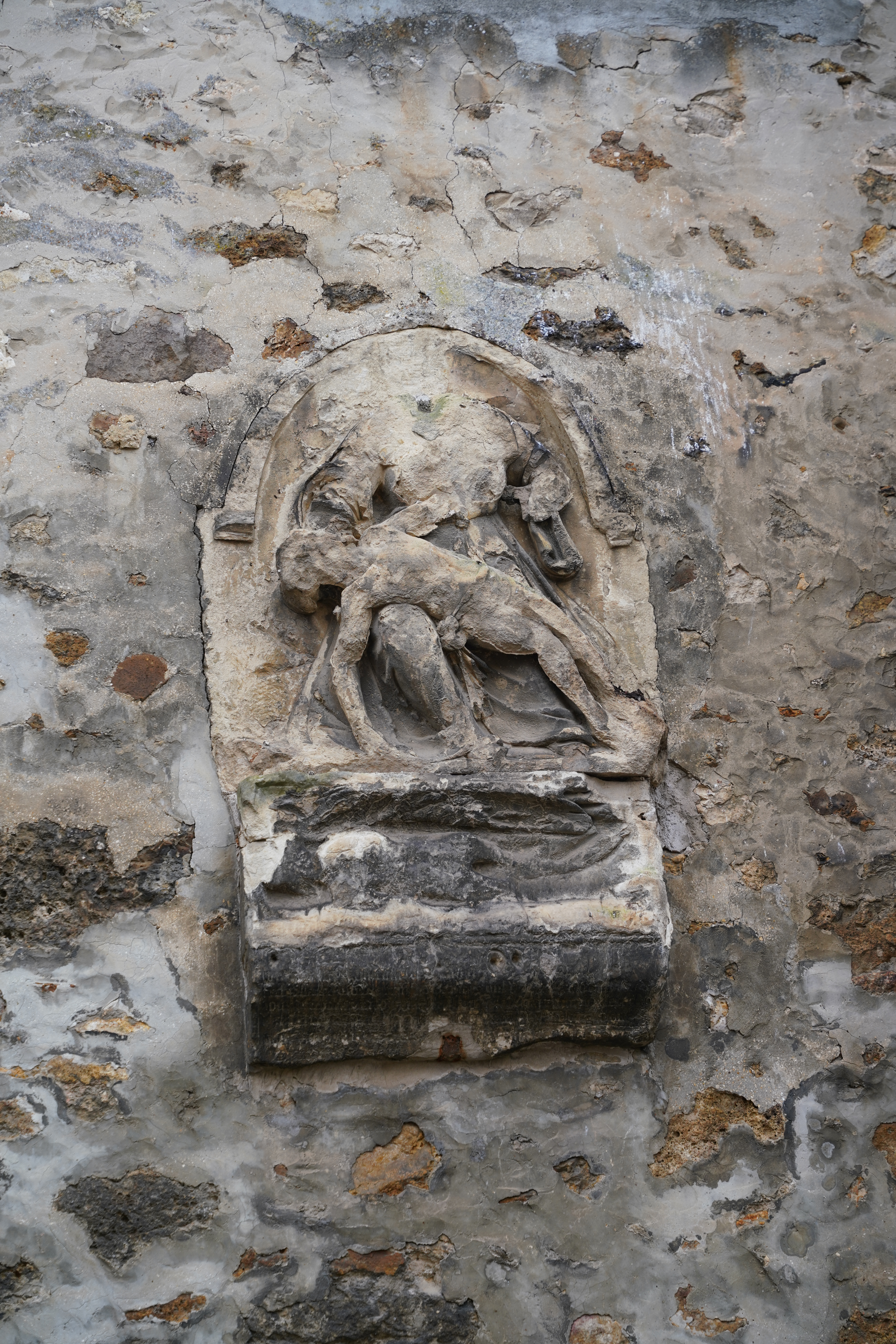
ecce homo.
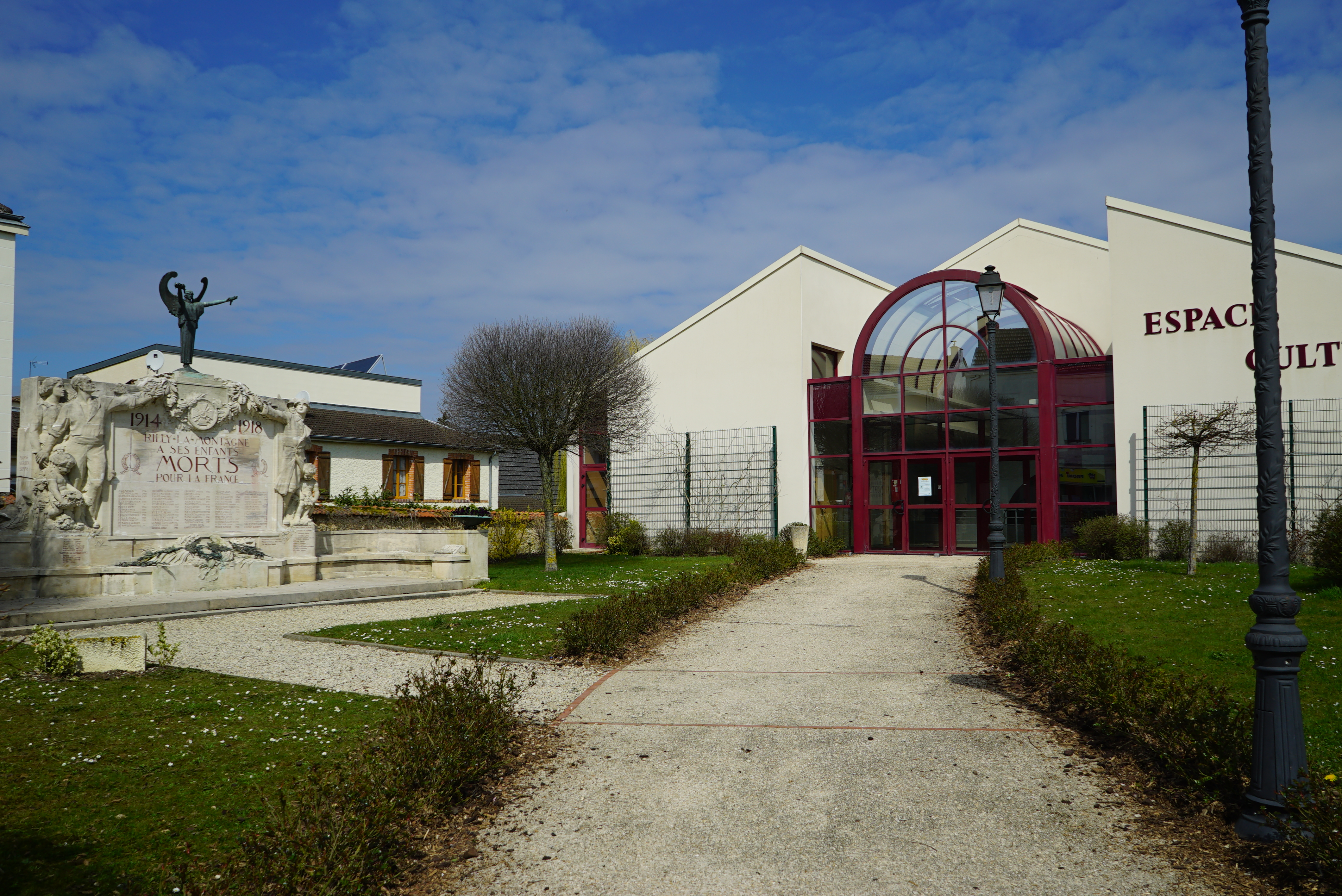
Monument aux morts.

- Le Polyptyque des moines de l'abbaye de Saint-Rémy, date de 850 et révèle la présence de deux pressoirs.
- L'Église Saint-Nicolas est de style roman. Elle date du XIIe siècle avec des stalles représentant les métiers de la vigne, et de superbes vitraux.
- La Statue de Bacchus se situe rue Carnot[26].
- Le monument aux morts.
- La Ferme des Bermonts possède une collection d'outils de la vigne, du vin, du blé, du pain et ethnographique.

Rilly-la-Montagne est un village fleuri, ayant obtenu sa quatrième « fleur » récemment[Quand ?].